# Aeroport Internacional de Dubai
L'Aeroport Internacional de Dubai està situat al sud-est de la ciutat de Dubai a l'emirat de Dubai, Emirats Àrabs Units, a la part oriental del khor o entrant d'aigua a l'est (sud-est) del barri de Deira. És el de més tràfic internacional del món des del 2014.
Fou creat el 1959 com aeròdrom a 4 km del centre de la ciutat, amb una pista de 1800 metres; es va obrir el 30 de setembre de 1960 i podia rebre DC3. La pista es va ampliar el 1965 i es van construir alguns edificis administratius que es van inaugurar el 15 de maig de 1965. Noves ampliacions es van fer el 1968 que es van completar el 1970. L'edifici de la terminal es va iniciar el 15 d'abril de 1969.
El 1970 es va reconstruir totalment la pista que junt amb altres millores es van acabar el desembre de 1971 per les festes de la independència. La terminal en construcció fou inaugurada per l'emir el 15 de maig de 1971. El 18 de març de 1971 es va crear el departament d'Aviació Civil de Dubai. Una nova ampliació es va fer el 1976 que es va acabar el 1977 i altres construccions i millores es van afegir el 1978-1979. El 23 de desembre de 1980 va assolir la categoria d'internacional.
La pista va necessitar reparacions el 1981 que es van fer en 50 dies. El 1984 es va obrir una segona pista inaugurada l'abril a 360 metres al nord de la que ja existia i paral·lela a aquesta. Altres obres, com un aparcament, es van fer entre 1981 i 1982.
Va ser ampliat el 1997 i fou inaugurat reformat l'abril del 2000. Actualment acull a 107 línies aèries i té vols a 160 destinacions.